# UBlock Origin
uBlock Origin je multiplatformní rozšíření webového prohlížeče určené pro filtrování obsahu, mj. blokování reklamy. Je implementované v JavaScriptu a oficiálně podporuje prohlížeče z rodin Google Chrome a Mozilla Firefox. Podporovány jsou rovněž některé verze prohlížečů Safari a EdgeHTML. Rozšíření je šířeno pod licencí GNU GPL, jedná se tedy o svobodný software.
K roku 2016 byla jako jedna jeho výhoda oproti konkurenčnímu Adblocku Plus uváděna skutečnost, že jeho tvůrci nezkoušejí prodávat vlastní reklamu.